# Čtvrtý železniční koridor

Mapa čtvrtého železničního koridoru

IV. tranzitní železniční koridor je název pro hlavní dálkový železniční tah mezi Děčínem a Horním Dvořištěm v České republice. Koridor prochází po následujících tratích provozovatele Správa železnic: (Schöna Deutsche Bahn –) Dolní Žleb – Děčín (v jízdním řádu pro cestující trať 098); Děčín – Ústí nad Labem – Kralupy nad Vltavou – Praha hlavní nádraží (tratě 090 a 091); Praha hlavní nádraží – Tábor – České Budějovice (tratě 220 a 221); České Budějovice – Horní Dvořiště (– Summerau Österreichische Bundesbahnen) (trať 196).
IV. železniční koridor představuje kromě významného vnitrostátního spojení také tranzitní spojení Německa (Berlín a Drážďany) a Rakouska (Linec). Celková délka koridorové tratě je 365 km. Prvních 145 km vede v souběhu s I. koridorem.

## Historie
Provoz na trati České Budějovice – Praha byl zahájen v roce 1871. V roce 1903 byla část tratě (úsek Praha-Benešov) zdvoukolejněna a po roce 1971 se začalo s elektrizací. Celá trasa IV. železničního koridoru je kompletně elektrizována od roku 2001.

## Modernizace v 21. století

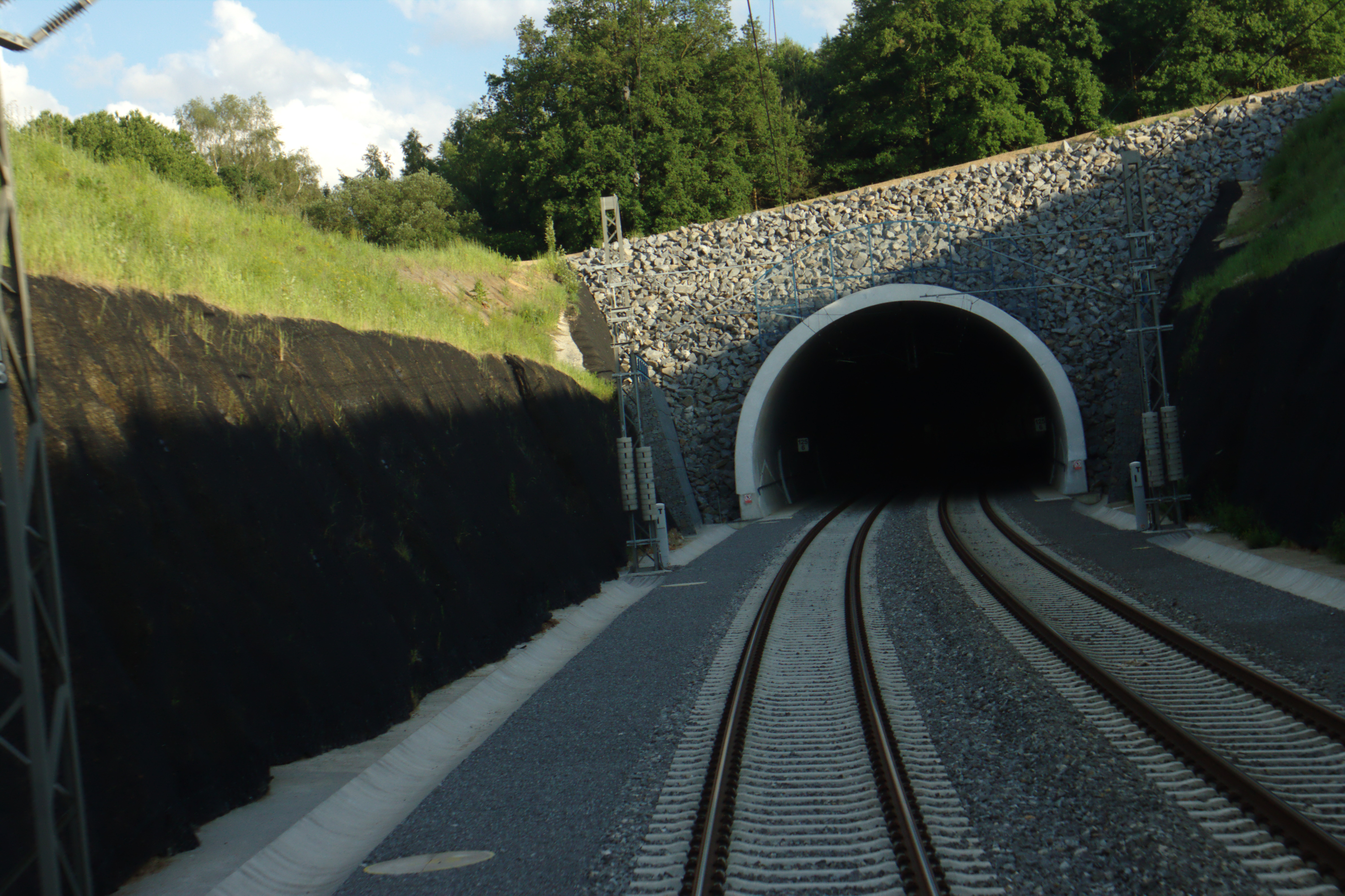
Zmodernizovaný koridor, úsek Votice – Benešov (tunel Tomický II.)

### Dosud realizované stavby
Samotný IV. železniční koridor, který nevede v souběhu s I. koridorem, se začal modernizovat v září 2005 úsekem Strančice – Praha-Hostivař. Tento úsek byl dokončen v roce 2008. V letech 2006–2009 proběhla stavba úseku Doubí u Tábora – Tábor, v letech 2007–2009 optimalizace úseku od státní hranice s Rakouskem v Horním Dvořišti k Českým Budějovicím. V roce 2009 byla zahájena výstavba v úseku Votice – Benešov u Prahy, která byla stavebně ukončena v listopadu 2012. V únoru 2011 následovala stavba úseku České Budějovice – Nemanice, která byla dokončena v roce 2014.
V roce 2013 započaly dvě stavby, a to Horusice – Veselí nad Lužnicí a Tábor – Sudoměřice u Tábora. Hned v následujícím roce (2014) byla zahájena stavba Veselí nad Lužnicí – Doubí u Tábora v části Veselí nad Lužnicí – Soběslav, stavba Ševětín – Horusice a první část stavby Praha hlavní nádraží (mimo) – Praha-Hostivař (včetně), přestavba železniční stanice Hostivař. První stavba byla dokončena v červenci 2016.

### Připravované stavby a úseky ve stavbě

#### Úsek Praha hlavní nádraží – Praha-Hostivař
Druhá stavba v Praze je úsek Praha hlavní nádraží (mimo) – Praha-Hostivař (mimo). Jde o zbylých 6,7 km za nádražím Praha-Hostivař, směrem k vršovickým portálům vinohradských tunelů. Do dubna 2016 probíhalo první výběrové řízení na zhotovitele druhé etapy výstavby. Nejlevnější nabídku podala litoměřická firma Chládek & Tintěra - 3,4 mld. Kč. Tuto firmu jako vítěze pak hodnotící komise Správy železniční dopravní cesty (SŽDC) podle téhož zdroje předběžně doporučila. Dne 17. srpna 2016 však bylo první výběrové řízení zrušeno ze strany SŽDC. Dne 29. září 2016 bylo vypsáno druhé výběrové řízení (znovu za 3,6 mld. Kč), ještě podle původního zákona o veřejných zakázkách. Otevírání obálek s nabídkami proběhlo 5. ledna 2017. Nejnižší cenu nabídlo sdružení Metrostav, Swietelsky Rail CZ a SMP CZ, a to 3,487 mld. Kč. Výběrová komise v únoru 2017 toto sdružení doporučila jako vítěze. Zakázku od konce roku 2016 prověřoval Národní centrála proti organizovanému zločinu. Zakázku následně na popud společnosti EUROVIA prošetřoval Úřad pro ochranu hospodářské soutěže (ÚOHS), který dne 12. září 2017 zrušil rozhodnutí o výběru vítěze. Výběrové řízení jako celek zrušeno nebylo. Znovu musela být posouzena kvalifikace uchazečů a transparentně vybrán vítěz. Přezkumná komise SŽDC dne 12. 12. 2017 potvrdila své rozhodnutí o vítězi (sdružení Metrostav a spol.), ovšem EUROVIA se znovu odvolala. Dne 4. ledna 2018 SŽDC odvolání zamítla, EUROVIA se podruhé odvolala k ÚOHS. ÚOHS, SŽDC a sama Eurovia k 1. březnu 2018 potvrdily, že Eurovia své odvolání dne 22. 2. 2018 stáhla a stavba může začít. Dne 13. 3. 2018 byla podepsána smlouva o dílo mezi SŽDC a vítězným sdružením. Stavba má být dokončena do října 2021. K Drážnímu úřadu bylo dne 26. února 2018 elektronickou cestou podáno odvolání společnosti LUKON Investment proti prodloužení platnosti stavebního povolení pro stavbu „Optimalizace traťového úseku Praha-Hostivař – Praha hl.n., II. část“. Odvolání, vyvěšené Drážním úřadem dne 9. března 2018, se týkalo pozemku č. 2039/1 v katastrálním území Vršovice a napadalo se v něm prodloužení termínu stavby s ohledem na novou situaci na daném pozemku, která neodpovídá situaci v době, kdy bylo o stavebním povolení rozhodnuto. Na daném pozemku proběhla mezitím realizace bytového domu. Dne 11. 4. 2018 nabylo podle Drážního úřadu stavební povolení platnost a je pravomocné, protože LUKON Investment 3. dubna 2018 své odvolání stáhl.

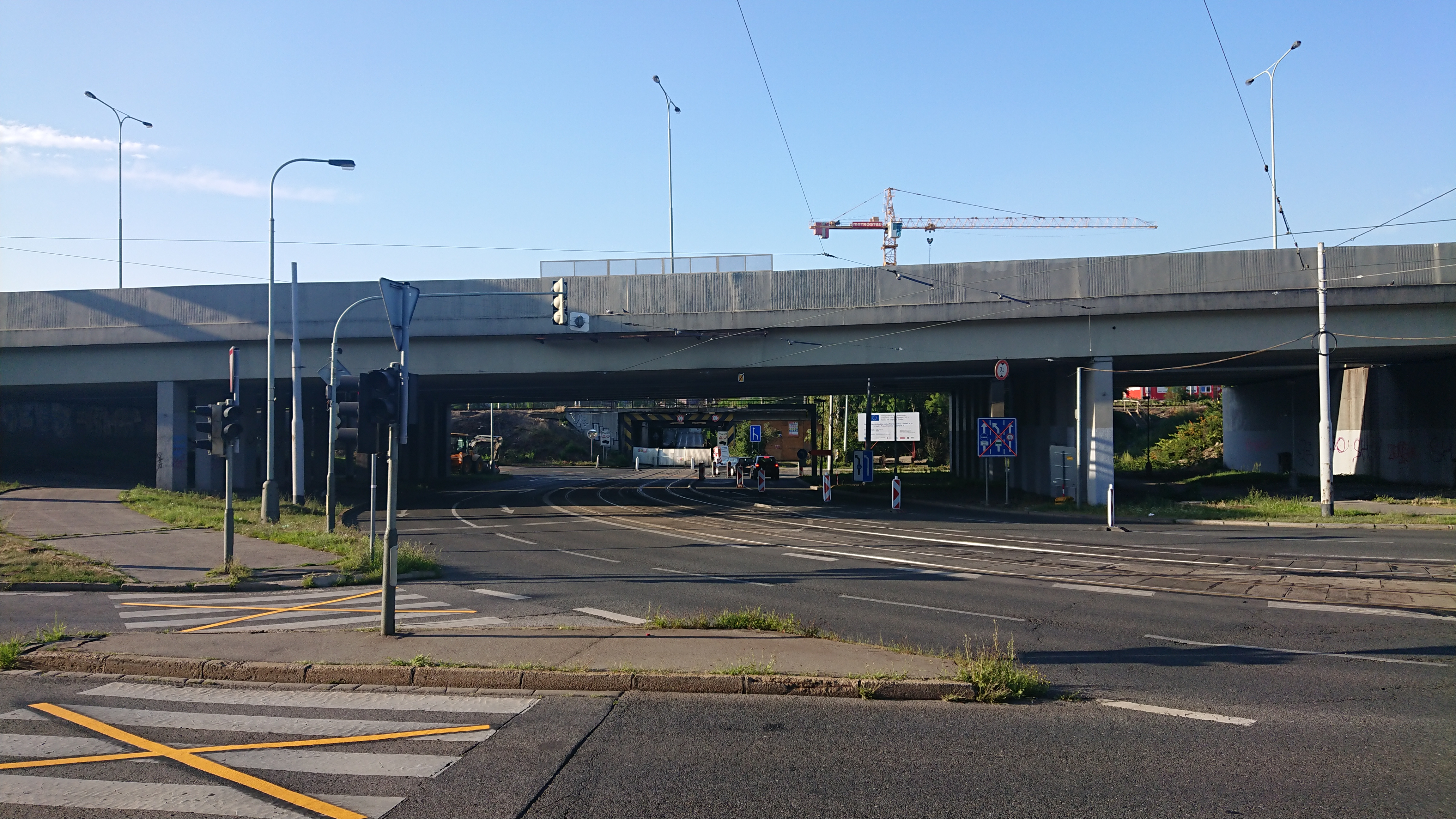
Uzavřený podjezd Švehlova–Průběžná při první fázi jeho rekonstrukce v roce 2019

Přípravné a demoliční práce byly zahájeny v dubnu 2018, samotná realizace započala v červnu 2018 velkou výlukou na vršovickém seřaďovacím nádraží v lokalitě Eden (v místě budoucí nové železniční zastávky), směřující postupně k napřímení tratě a vytvoření čtyřkolejné tratě a dvou nových zastávek. Počátkem února 2019 začaly stavební práce i ve starém podjezdu na Průběžné (jízda vozidel po tramvajové trati), v místě budoucí nové železniční stanice Zahradní Město a v blízkém okolí. Zde byla téměř 60 let uzavřena plechovými vraty-nevyužívaná, druhá polovina podjezdu Jižní nákladní vlakové spojky. Starý nízký a dlouhý podjezd se však nikdy nerozšířil, a tak zamýšlené rozšíření z 60. let (1965) také ustoupilo nové výstavbě. Na viaduktech zůstaly už jen čtyři koleje – jižní spojky a strašnické tratě, bagruje se terén pro bourání a rozšíření mostů, vrtají a betonují nové opěry. Od 13. 12. 2020 byla zrušena stará trať se zastávkou Praha-Strašnice zastávka a vlaky převedeny na novou trasu bývalým seřaďovacím nádražím. Oficiální zahájení stavby proběhlo 2. 7. 2018, kompletní dokončení je plánováno v roce 2022.
Celková cena výstavby činí 4 419 960 000 Kč bez DPH, na stavbu přispěje 3 mld. EU.
Následně dojde k rekonstrukci vinohradských tunelů, čímž bude čtvrtý koridor ve vyšší rychlosti definitivně zaústěn do hlavního nádraží, a to nejdříve v roce 2025.[zdroj?]

#### Úsek Sudoměřice u Tábora – Votice

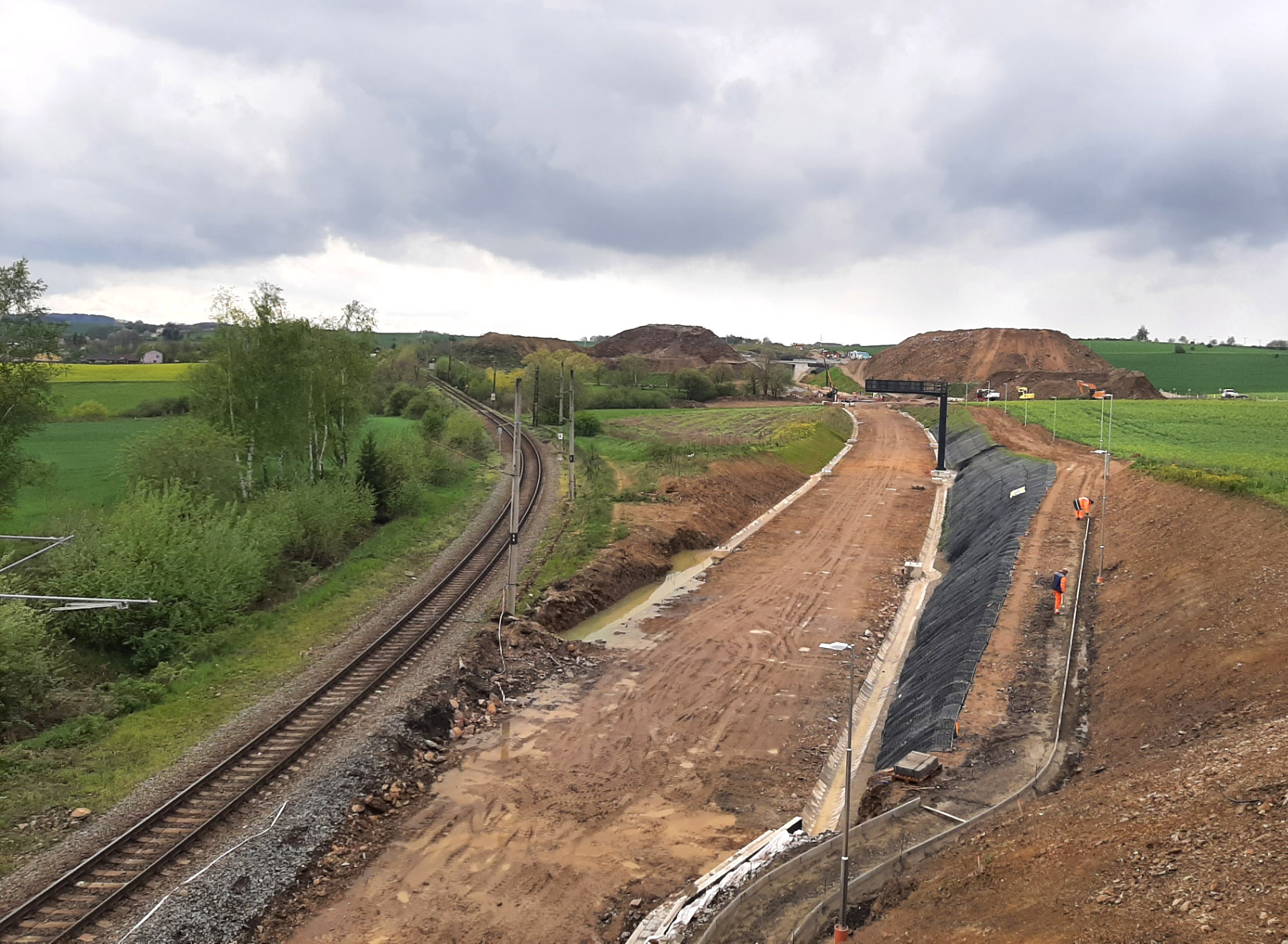
Výstavba koridoru u Mezna, vlevo původní trať (stav v květnu 2021)

Modernizovaný úsek Sudoměřice u Tábora – Votice vede skoro celý v nové stopě a po dokončení by měl umožnit souvislou rychlost 160 km/h (až 200 km/h). Celková délka modernizovaného úseku je 17 km (o 2 km kratší než původní trať), na trase jsou dva tunely a čtyři mostní estakády. V prosinci 2016 bylo Ministerstvem životního prostředí vydáno závazné stanovisko k vyhodnocení vlivů na životní prostředí pro tuto stavbu a začátkem roku 2017 SŽDC požádala o stavební povolení, které bylo vydáno Drážním úřadem v Praze v červenci 2017. V květnu 2017 SŽDC vypsala výběrové řízení na zhotovitele a zakázku získala jako nejlevnější nabídka společnosti OHL ŽS s 4,378 mld. Kč. Přípravné práce byly zahájeny na jaře 2018, hlavní stavební práce v říjnu téhož roku. Délka výstavby byla původně plánována na 40 měsíců. V prosinci 2018 byla zahájena stavba tunelu Deboreč novou rakouskou tunelovací metodou, kompletně proražen byl v únoru 2020, jeho délka je 660 metrů. Na jaře 2019 byly zahájeny přípravné práce i na druhém, 840 metrů dlouhém tunelu Mezno, proražen byl v srpnu 2020. Dokončení celé stavby se v tu dobu předpokládalo ke konci roku 2022. Na sklonku roku 2019 se SŽDC rozhodla, že tento úsek přeprojektuje místo původně plánovaných 160 km/h na 200 km/h.
Dne 1. července 2022 se tento úsek otevřel pro dálkovou dopravu: byla zprovozněna jedna kolej ze dvou, a proto zde začaly jezdit jen rychlíky a vlaky kategorií InterCity a EuroCity. Osobní vlaky byly nadále nahrazeny autobusovou dopravou. 
Úsek se pak plně zprovoznil k 1. září 2022.

#### Úsek Doubí u Tábora – Soběslav
Pro přeložku tratě v úseku Doubí u Tábora (včetně) – Soběslav (mimo) bylo v říjnu 2017 vydáno kladné stanovisko vyhodnocení vlivů na životní prostředí. Délka přeložky je 9 km. Zahájení stavby se uskutečnilo v září roku 2019. Na začátku roku 2020 Správa železnic zveřejnila záměr zvýšit maximální povolenou rychlost z původně plánovaných 160 km/h na 200 km/h. Provoz po nové přeložce byl tehdy naplánován od listopadu 2022.
Dne 2. září 2022 byl ukončen provoz na původní trati. Nový úsek byl otevřen 11. září, zatím s místními omezeními. Plný provoz rychlostí až 160 km/h má být spuštěn 12. prosince.

#### Úsek Ševětín–Dynín
V únoru 2018 byla podepsána smlouva mezi investorem (SŽDC) a vybraným uchazečem, jímž je sdružení Společnost „Nemanice – Ševětín – EŽ+AŽD+Subterra“, podle níž v červenci 2018 začaly hlavní stavební práce na stavbě Modernizace trati Nemanice 1 – Ševětín, 1. stavba, úpravy pro ETCS, 2. část. Jedná se o úsek ze Ševětína do Dynína.
Podle harmonogramu prací byla od července do prosince 2018 rekonstruována 2. traťová kolej od km 25 za Ševětínem, včetně žst. Dynín (mimo již hotového severního zhlaví). Po zimní technologické přestávce stavba pokračovala hlavním stavebním postupem od dubna 2019 v 1. traťové koleji s dokončením 18. 8. 2019. Kompletně byla stavba dokončena v roce 2020.
V rámci stavby dojde k přemístění zastávky Neplachov k novému podchodu pod dálnicí D3 a v Dyníně budou vystavěna nástupiště na jižním zhlaví u přestavěného silničního podjezdu. Tím dojde ke zkrácení docházkové vzdálenosti od obce Dynín. Po rekonstrukci zůstane traťová rychlost 160 km/h s možností zvýšení na 200 km/h. Podle smlouvy mají dosáhnout náklady stavby 597 486 627 Kč.

### Úsek Nemanice–Ševětín
V úseku Nemanice I – Ševětín (také označováno NemaŠe) má jít o rozsáhlou přeložku, při které má být trasa vedena v nové stopě se dvěma novými tunely - Hosínským (3120 m) a Chotýčanským (4810 m). V roce 2017 byly předpokládané náklady ve výši 12,8 mld. Kč, v roce 2022 je uváděno již 20 mld. Kč. Stavba je projektována na rychlost 200 km/h.
Na tuto stavbu bylo dne 20. 7. 2017 vydáno územní rozhodnutí. O realizované variantě rozhodovala centrální komise Ministerstva dopravy, která dne 13. února 2018 rozhodla o výstavbě dlouhé přeložky, protože se mj. zlevnily stavební práce z 12 na 8 mld. Kč.
V roce 2023 vláda rozhodla, že stavba úseku a údržba úseku by měla probíhat v režimu PPP, kdy stavbu a provoz do roku 2048 by měl zajištovat soukromý koncesionář. Stavba by měla začít v roce 2026 a uvedena do provozu by měla být v roce 2032.

### Přehled úseků

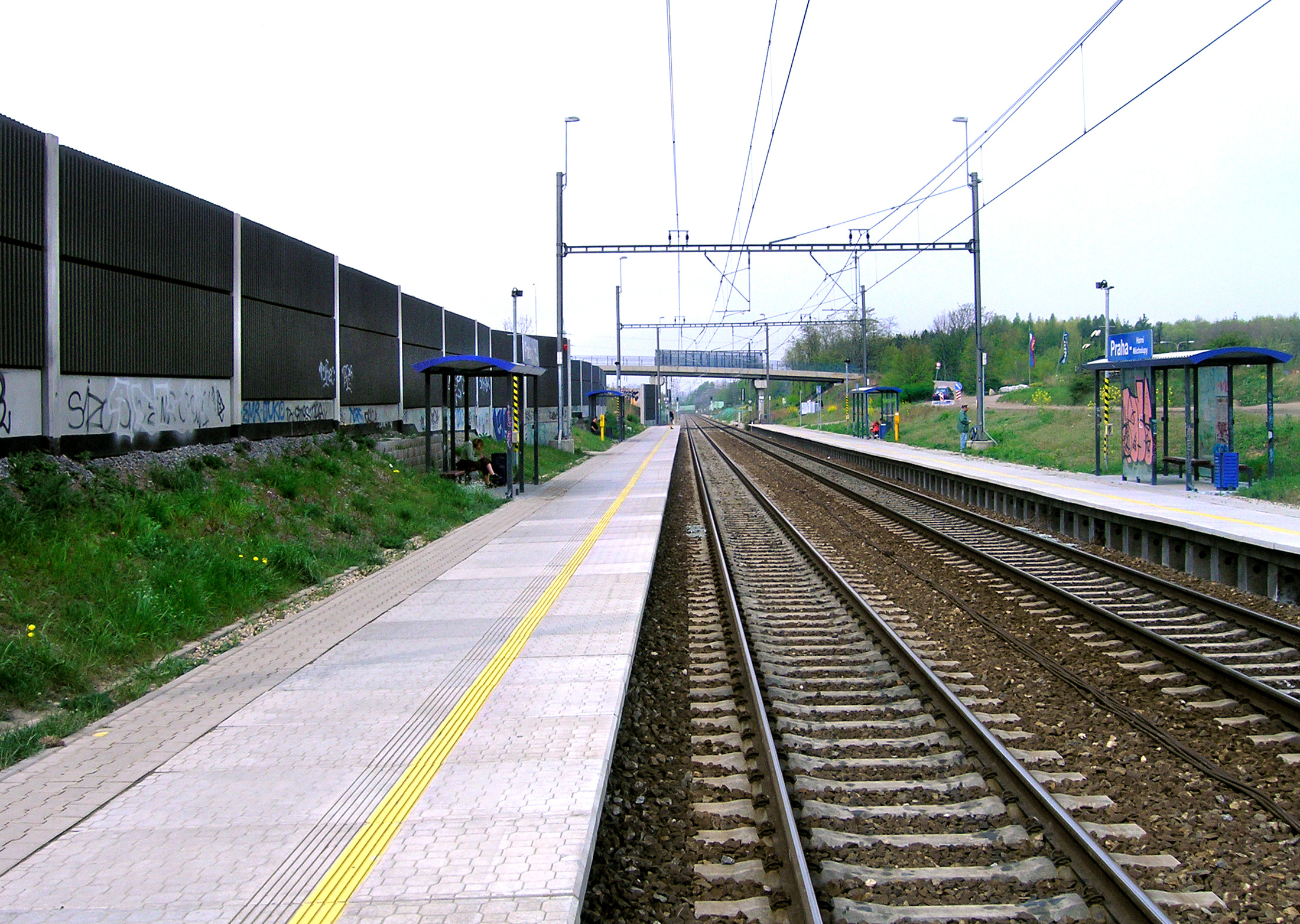
Zrekonstruovaná zastávka Praha-Horní Měcholupy

| úsek                                               | délka      | zahájení výstavby | uvedení do provozu            |
| -------------------------------------------------- | ---------- | ----------------- | ----------------------------- |
| st. hr. SRN – Děčín (mimo)                         | 9,8 km     | 1996              | 1998                          |
| uzel Děčín                                         | 3,8 km     | 2001              | 2004                          |
| Děčín (mimo) – Ústí nad Labem sever (mimo)         | 17,0 km    | 2001              | 2002                          |
| uzel Ústí nad Labem                                | 6,0 km     | 2005              | 2008                          |
| Ústí nad Labem jih (mimo) – Lovosice (mimo)        | 18,9 km    | 1998              | 2001                          |
| Lovosice (včetně) – Hrobce (včetně)                | 15,5 km    | 2000              | 2002                          |
| Hrobce (mimo) – Hněvice (mimo)                     | 12,2 km    | 1996              | 1997                          |
| Hněvice (včetně) – Vraňany (mimo)                  | 17,2 km    | 1999              | 2001                          |
| Vraňany (včetně) – Nelahozeves zámek               | 10,3 km    | 2000              | 2002                          |
| nelahozeveské tunely                               | 2,5 km     | plánováno 2027    | plánováno 2029                |
| uzel Kralupy nad Vltavou                           | cca 1,5 km | plánováno 2028    | ?                             |
| Kralupy nad Vltavou (mimo) – Praha-Bubeneč (mimo)  | 19,6 km    | 2001              | 2003                          |
| Praha-Bubeneč (včetně) – Praha-Holešovice (včetně) | 4,6 km     | 2013              | 2015                          |
| Praha-Holešovice (mimo) – Praha hl. n. (mimo)      | cca 3 km   | plánováno 2026    | plánováno 2028                |
| Vinohradské tunely                                 | 1150 m     | plánováno 2026    | plánováno 2033                |
| Praha hl. n. (mimo) – Praha-Hostivař (mimo)        | 6,7 km     | 2018              | 2021                          |
| žst. Praha-Hostivař                                | 2,2 km     | 2014              | 2016                          |
| Praha-Hostivař (mimo) – Strančice (včetně)         | 18,2 km    | 2005              | 2008                          |
| Strančice (mimo) – Benešov u Prahy (včetně)        | 24,0 km    | 2007              | 2010                          |
| Benešov u Prahy (mimo) – Votice (včetně)           | 18,5 km    | 2009              | stavebně 2012, kompletně 2013 |
| Votice (mimo) – Sudoměřice u Tábora (mimo)         | 17,0 km    | 05/2018           | 2023                          |
| Sudoměřice u Tábora (včetně) – Tábor (mimo)        | 11,4 km    | 2013              | stavebně 2015 kompletně 2016  |
| Tábor (včetně) – Doubí u Tábora (mimo)             | 11,8 km    | 2006              | 2009                          |
| Doubí u Tábora (včetně) – Soběslav (mimo)          | 9,0 km     | 08/2019           | 2023                          |
| Soběslav (včetně) – Veselí nad Lužnicí (mimo)      | 5,9 km     | 2014              | 2016                          |
| Veselí nad Lužnicí (včetně) – Horusice (mimo)      | 5,0 km     | 2013              | 2016                          |
| Horusice (včetně) – Dynín (částečně)               | 4,4 km     | 2014              | 2016                          |
| Dynín (částečně) – Ševětín (mimo)                  | 4,0 km     | 2018              | 01/2020                       |
| Ševětín (včetně) – Nemanice (včetně)               | 21,5 km    | plánováno 2027    | plánováno 2032                |
| Nemanice (mimo) – České Budějovice (včetně)        | 3,0 km     | 2011              | 2014                          |
| České Budějovice (mimo) – st. hr. Rakouska         | 38,0 km    | 2007              | 2009                          |